# ウェスタン航空2605便着陸失敗事故
ウェスタン航空2605便着陸失敗事故（ウェスタンこうくう2605びんちゃくりくしっぱいじこ）は、1979年10月31日の早朝にロサンゼルス発メキシコシティ行きの国際旅客定期便、ウェスタン航空 (en) 2605便（機材：DC-10）が霧の中メキシコシティのベニート・フアレス国際空港に着陸する際、メンテナンスのため閉鎖されていた滑走路に着陸し大破した事故である。搭乗していた88人のうち72人と地上の1人が死亡した。 この事故はメキシコではメキシカーナ航空704便墜落事故およびメキシカーナ航空940便墜落事故に次いで死者数が多い航空事故となり、DC-10による航空事故では7番目に死者数が多い事故となった。
1979年はDC-10による大事故が多発しており、5か月前にはオヘア国際空港でアメリカン航空191便墜落事故が、1か月後にはエレバス山でニュージーランド航空901便墜落事故が発生している。

## 事故機
事故機はワイドボディのマクドネル・ダグラス DC-10で、N903WAの登録番号が付けられていた。
1973年に初飛行し、飛行時間は6年間で合計24,614時間だった。

## 事故概要
同便は滑走路23Rへの着陸を指示されたが、あやまって路面の補修工事のため閉鎖中の23Lに接地した。その後エンジン出力を上げ着陸復行が試みられたが、右主脚が駐車していたトラックに激突し引きちぎられ、それが右水平尾翼と昇降舵を直撃した。その後機体が右に傾き右翼が滑走路端から1,500mの地点にあった油圧ショベルの運転席に激突した後、建物に衝突し出火した。この事故で搭乗者のうち72人と地上の1人が死亡した。

## 事故機のCVR
| 誰が喋ったか | 内容                                                                  |  |
| ------------ | --------------------------------------------------------------------- |  |
| 機長         | Rへ着陸する、Rへの着陸で間違いないか？                                |  |
| 副操縦士     | 別の滑走路です。                                                      |  |
| 機長         | いや、こっちはLへの進入じゃないか。                                   |  |
| 副操縦士     | ええ、高度8500フィートまで上昇しましょう。それでチャーリー（機長）... |  |
|              | (衝突音） （トラックと衝突）                                          |  |
| 副操縦士     | チャーリー、上昇して！                                                |  |
|              | （２秒ほど沈黙、警報音が鳴り響いている。）                            |  |
| 機長         | ああ、なんてことだ！                                                  |  |
| 乗員         | （叫ぶ）                                                              |  |
| 副操縦士     | 上昇しろチャーリー！                                                  |  |
|              | (衝突音)                                                              |  |
|              | (CVR終了)                                                             |  |